# Janina Sokołowska-Żeleńska

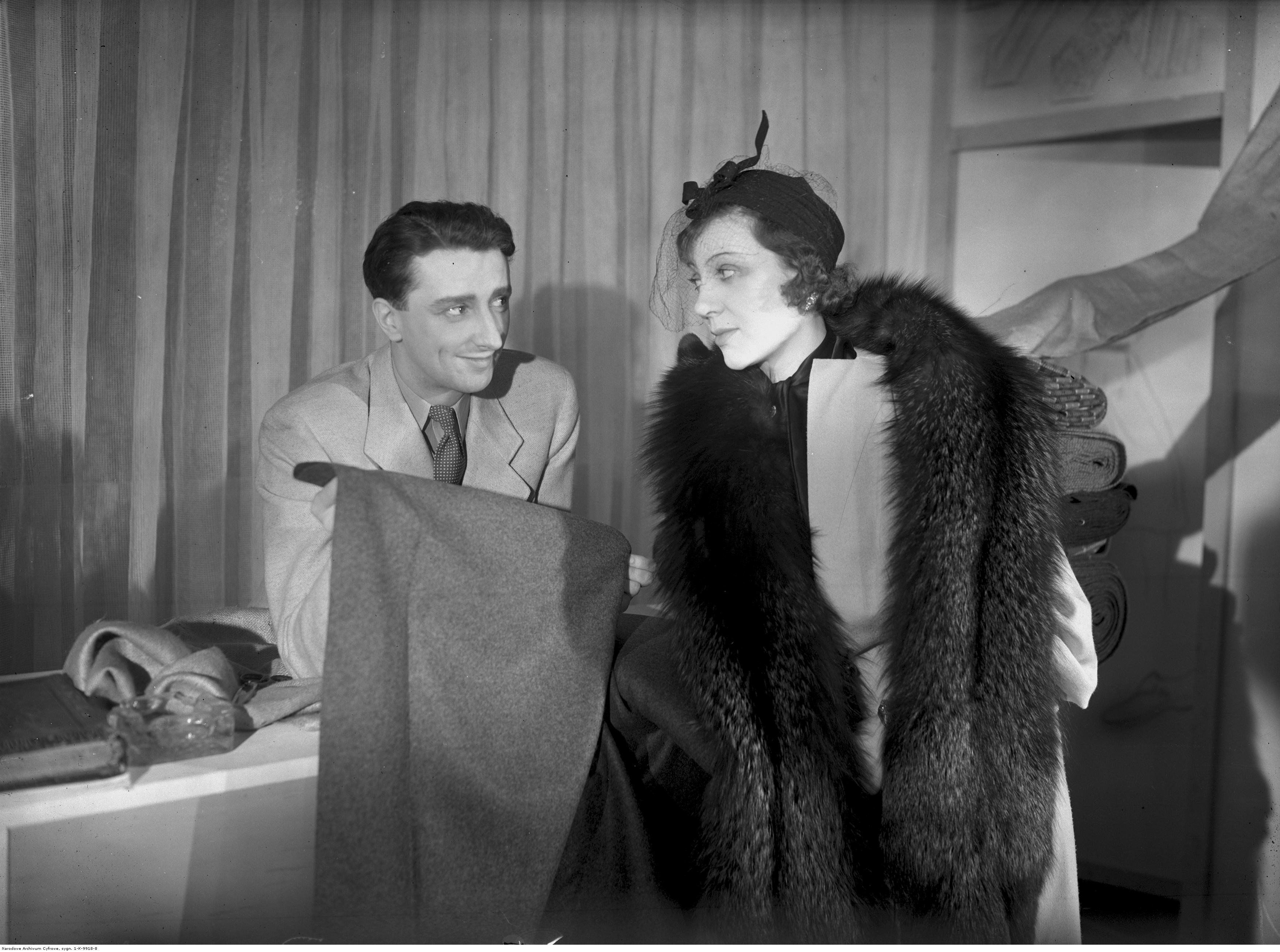
Janina Sokołowska i Mieczysław Węgrzyn w sztuce "Krawiec w zamku"; 1937

Janina Sokołowska, właściwie Janina Sokołowska-Żeleńska (ur. 7 czerwca 1900 r. w Warszawie, zm. 5 maja 1992 r. tamże) – polska tancerka, śpiewaczka, aktorka teatralna, żona Stanisława Żeleńskiego.

## Życiorys
Była córką Aleksandra Sokołowskiego i Władysławy z Rudnickich, właścicieli sklepu spożywczego w Warszawie. Urodziła się 7 czerwca 1900 r. Ukończyła warszawską Szkołę Baletową przy Teatrze Wielkim, a po ukończeniu nauki u Stanisławy Dobrowolskiej i w Szkole Operowej A. Boguckiego występowała z dużym powodzeniem w warszawskich teatrach (Wielkim 1913–1919) oraz rewiowych i operetkowych, w tym m.in. Morskim Oku (1919–1922, 1929–1938) jako tancerka. Przez rok od 1925-1926 występowała w Teatrze Kazimiery Niewiarowskiej jako aktorka i śpiewaczka.
Z zespołami operetkowymi występowała także w innych miastach, np. od 1926 do 1927 r. grała w teatrze Operetka-Wodewil w Wilnie, w Płocku i ponownie w Wilnie w Teatrze Letnim. W latach 1927–1929 występowała w tytułowych rolach w operetkach Królowa kina oraz Dziewczę z Holandii, m.in. w Łucku, Krzemieńcu, Dubnie, Równem, Włocławku, Kielcach, Wilnie i Przemyślu. W 1931 r. grała gościnnie w Wilnie i Kielcach. W sezonach letnich w 1934 i 1936 r. występowała w Teatrze Bagatela w Łodzi. W latach 1935-1936 grała w teatrze Hollywood. W latach 1936–1937 należała do zespołu aktorskiego Teatru Miejskiego im. Juliusza Słowackiego w Krakowie, a potem do 1938 r. występowała jako aktorka w Wielkiej Rewii w Warszawie. W 1938 r. należała także do zespołu Teatru Kameralnego w Warszawie, zaś w latach 1938–1939 była aktorką w Teatrze Buffo. 
W latach II wojny światowej była kelnerką w kawiarni aktorskiej „Jacht Klub” w Warszawie. Po powstaniu znalazła się w obozie w Pruszkowie, skąd dotarła do Zakopanego. Po wojnie początkowo mieszkała w Krakowie, ale potem wróciła do Warszawy i od sezonu 1945–1946 była cenioną aktorką Teatru Polskiego w Warszawie  do 1972 r., kiedy odeszła na emeryturę. W 1936–1939 i 1957–1970 występowała w epizodycznych rolach filmowych.
Żona Stanisława Żeleńskiego, z którym ślub wzięła 9 października 1948 r. w Warszawie. Para nie miała dzieci. Po śmierci męża w 1981 r. każdej niedzieli jeździła na cmentarz, gdzie rozsypywała na płycie pomnika męża pokrojony chleb. Zmarła 5 maja 1992 r. w Warszawie i została pochowana z mężem na Cmentarzu Powązkowskim (kwatera 154b-2-22).

## Ordery i odznaczenia
- Krzyż Kawalerski Orderu Odrodzenia Polski [7]
- Złoty Krzyż Zasługi[7]
- Medal 10-lecia Polski Ludowej[7]